# Rafael Paz
Rafael Paz Marín znany także jako Rafa Paz (ur. 2 sierpnia 1965 w Grenadzie) – hiszpański piłkarz grający na pozycji pomocnika.

## Kariera klubowa
Paz pochodzi z Andaluzji, a karierę piłkarską rozpoczął w rodzinnej Grenadzie, w klubie Granada CF. W sezonie 1983/1984 grał w jej barwach w Segunda División, a latem 1984 przeszedł do pierwszoligowej Sevilli. 9 września zadebiutował w Primera División w wygranym 3:0 domowym spotkaniu z Athletic Bilbao. Przez pierwsze dwa sezony rozegrał zaledwie dwa spotkania dla Sevilli, ale już w sezonie 1986/1987 był jej podstawowym zawodnikiem. 22 lutego 1987 zdobył pierwszego gola w karierze, a Sevilla pokonała Bilbao 1:0. W zespole tym grał do końca sezonu 1996/1997 i rozegrał 340 spotkań, w których zdobył 25 goli, a największym sukcesem było zajęcie 5. miejsca w 1995 roku i dwukrotnie 6. w 1990 i 1994. Latem 1997 wyjechał do Meksyku, by grać w drużynie Atlético Celaya. Występował tam wraz z dwoma rodakami i byłymi partnerami z reprezentacji, Martínem Vázquezem i Emilio Butragueño. W Atlético grał rok i w 1998 zakończył sportową karierę.

## Kariera reprezentacyjna
W reprezentacji Hiszpanii Paz zadebiutował 21 lutego 1990 roku w wygranym 1:0 towarzyskim meczu z Czechosłowacją. W tym samym roku został powołany przez Luisa Suáreza do kadry na Mistrzostwa Świata we Włoszech. Tam wystąpił we dwóch spotkaniach: zremisowanym 0:0 z Urugwajem i przegranym 1:2 w 1/8 finału z Jugosławią. Ostatni mecz w kadrze narodowej rozegrał w październiku 1990 roku przeciwko Islandii (2:1). W reprezentacji zagrał 7 razy.
| Mecze i gole w reprezentacji | Mecze i gole w reprezentacji | Mecze i gole w reprezentacji | Mecze i gole w reprezentacji | Mecze i gole w reprezentacji | Mecze i gole w reprezentacji | Mecze i gole w reprezentacji |
| #                            | Data                         | Stadion                      | Rywal                        | Wynik                        | Gol                          | Rozgrywki                    |
| 1990                         | 1990                         | 1990                         | 1990                         | 1990                         | 1990                         | 1990                         |
| ---------------------------- | ---------------------------- | ---------------------------- | ---------------------------- | ---------------------------- | ---------------------------- | ---------------------------- |
| 1.                           | 21.02.1990                   | Alicante, Hiszpania          | Czechosłowacja               | 1:0                          | 0                            | towarzyski                   |
| 2.                           | 28.03.1990                   | Malaga, Hiszpania            | Austria                      | 2:3                          | 0                            | towarzyski                   |
| 3.                           | 26.05.1990                   | Lublana, Jugosławia          | Jugosławia                   | 1:0                          | 0                            | towarzyski                   |
| 4.                           | 13.06.1990                   | Udine, Włochy                | Urugwaj                      | 0:0                          | 0                            | MŚ 1990                      |
| 5.                           | 26.06.1990                   | Werona, Włochy               | Jugosławia                   | 1:2                          | 0                            | MŚ 1990                      |
| 6.                           | 12.09.1990                   | Gijon, Hiszpania             | Brazylia                     | 3:0                          | 0                            | towarzyski                   |
| 7.                           | 10.10.1990                   | Sewilla, Hiszpania           | Islandia                     | 2:1                          | 0                            | el. ME 1992                  |